# Micondo (Cantagalo)
Micondo é uma aldeia de São Tomé e Príncipe, localiza-se no Distrito de Cantagalo, ilha de São Tomé, próxima às localidades de Colónia Açoriana e de Santa Cecília.